# Sinhronizacija
Sinhronizacija je koordinacija događaja da rade u sistemu. Glavni doprinos dirigenta je da orkestar svira usklađeno i u ritmu. Za sisteme koji rade sinhronizovano sa svim svojim delovima se kaže da su sinhroni ili u sinhronizaciji; za one koji nisu se kaže da su asinhroni.
Danas, sinhronizacije može da se javi na globalnom nivou kroz sisteme za merenje vremena, GPS sistem (i sličnim nezavisnim sistemima kojima upravlja EU i Rusija).

## Transport
Merenje vremena i sinhronizacija satova je ključni problem duge okeanske plovidbe; tačno vreme je potrebno, zajedno sa astronomskim posmatranjima da bi se utvrdilo koliko je plovilo putovalo na istok ili zapad. Pronalazak tačnog morskog hronometra predstavlja revoluciju u pomorskoj plovidbi. Do kraja 19. veka, vremenski signali u obliku pištoljskog signala, signala zastavom i pada vremenske lopte, su obezbeđeni u svim važnim lukama, tako da su moreplovci mogli da provere greške svojih hronometara.
Sinhronizacija je bila vrlo važna u radu železnice 19. veka. Ovo je bilo prvo prevozno sredstvo sa dovoljnom brzinom da razlike u lokalnom vremenu postanu uočljive. Svaka linija je sinhronizovala sve svoje stanice i centralu u tada važećem standardnom železničkom vremenu. Na nekim teritorijama, sastavljanje reda vožnje je bilo pod kontrolom lokalnih vlasti. Potreba za strogim merenjem vremena navela je kompanije da usaglase jedan standard, i civilne vlasti su konačno napustile srednje lokalno vreme u korist tog standarda.

## Komunikacija
U smislu elektrotehnike, za digitalnu logiku i prenos podataka, sinhrono kolo zahteva satni signal. Međutim upotreba reči “sat” u ovom smislu se razlikuje od upotrebe reči sat kao uređaja koji meri dnevno vreme; “satni” signal jednostavno označava početak i/ili kraj izvesnog vremenskog perioda, često veoma kratkog (izraženog u mikro sekundama ili nano sekundama), koji ima proizvoljan odnos prema zvezdanom, solarnom ili mesečnom vremenu ili prema bilo kom drugom sistemu merenja prolaska minuta, sati i dana.
U jednom drugom smislu, elektronski sistemi su ponekad tako sinhronizovani da događaje koji su se zbili na vrlo udaljenim mestima registruju istovremeno ili skoro istovremeno, posmatrano iz određenog ugla. (Albert Ajnštajn je u svojoj prvoj teoriji relativiteta, 1905. dokazao da ne postoje apsolutno istovremeni događaji). Tehnologije merenja vremena kao što su satelitski GPS i Protokol mrežnog vremena (NTP) imaju za cilj obezbeđivanje pristupa podacima u realnom vremenu, na vrlo bliskoj UTC vremenskoj skali i koriste se za zemaljsku sinhronizaciju mnogih aplikacija ove vrste.
Sinhronizacija je važan koncept u sledećim oblastima:
- Računarske nauke (u računarskim naukama, posebno mrežnom računarstvu, sinhronizacija se odnosi na koordinaciju istovremenih niti ili procesa da obave posao u ispravnom vremenskom roku i bez neočekivanih događaja.)
- Kriptografija
- Multimedija
- Muzika (ritam)
- Neurologija
- Fotografija
- Fizika (Ideja istovremenosti ima mnogo poteškoća, kako u teoriji tako i u praksi)
- Sintesajzeri
- Telekomunikacije

## Upotreba
- Film, sinhronizacija slike i zvuka u zvučnom filmu
- Sinhronizacija je važna u oblastima kao što su digitalna telefonija, video i digitalni audio gde se upravlja protokom podataka.
- U elektro energetskim sistemima, sinhronizacija generatora je potrebna kada se više generatora priključi na električnu mrežu.
- Kontroleri se koriste u digitalnim elektronskim sistemima kao što su mikroprocesori da kontrolišu asinhroni ulaz. Postoje i elektronska digitalna kola koja se zovu sinhronizatori i koja obavljaju kontrolu jednog ciklusa takt generatora. Sinhronizatori za razliku od kontrolera su skloniji kvarovima.
- Sistemi za šifrovanje obično zahtevaju neki mehanizam za sinhronizaciju kako bi se osiguralo da primalac šifre dekodira prave bitove u pravom trenutku.
- Automobilski menjači sadrže sinhronizere koji služe da dovedu zupčanike na istu rotacionu brzinu prilikom uzubljivanja .
- Filmske, video i audio aplikacije koriste vremenski kod za sinhronizaciju audija i videa.
- Fotografski blic

Neki sistemi mogu biti samo približno sinhronizovani, ili opleziohrono. Neke aplikacije zahtevaju određena relativna odstupanja između događaja. Za druge, važan je samo redosled događaja.

## Spoljašnje veze
- J. Domański „Mathematical synchronization of image and sound in an animated film”. Архивирано из оригинала 12. 06. 2016. г. Приступљено 19. 05. 2016.